# André Goffeau
André Goffeau (26 de janeiro de 1935 — 2 de abril de 2018)  foi um engenheiro agrônomo belga. 
Em 1956, Goffeau formou-se em Engenharia Agrícola pela Universidade Católica de Louvain (UCL). Em 1964, recebeu o título de doutorado em botânica pela mesma instituição. Ele permaneceu na UCL por toda a sua carreira. 
Durante sua carreira científica, concentrou-se no estudo das proteínas de membrana de levedura e os transportadores ABC . Ele ficou famoso por ter sido pioneiro no seqüenciamento genômico, chefiando o grupo que realizou o primeiro seqüenciamento de um organismo eucariótico inteiro, a levedura Saccharomyces cerevisiae.